# طاووس ماکی (پروانه)
طاووس ماکی (پروانه)(نام علمی: Papilio maackii) نام یک گونه از سرده پروانه‌های پاپیلیو است.
- طاووس ماکی (Papilio maackii) زیرگونه‌ها:

- طاووس ماکی ماکی (Papilio maackii maackiii)
- طاووس ماکی توتانوس (Papilio maackii tutanus)
- طاووس ماکی جزوئنسیس (Papilio maackii jezoensis)
- طاووس ماکی هان (Papilio maackii han)